# Мария-Изабел де Браганса
Мария-Изабел де Браганса е португалска инфанта и кралица на Испания – втора съпруга на испанския крал Фернандо VII.

## Биография
Мария-Изабел е родена на 19 май 1797 г. в кралския дворец в Келуш, Португалия, като инфанта Мария Изабел Франсиска де Асиз Антония Карлота Жуана Жожефа Шавие де Паула Микаела Рафаела Изабел Гонзага де Браганса и Бурбон (на португалски: Maria Isabel Francisca de Assis Antónia Carlota Joana Josefa Xavier de Paula Micaela Rafaela Isabel Gonzaga de Bragança e Bourbon). Дъщеря е на португалския крал Жуау VI и на испанската инфанта Карлота-Хоакина.
През 1816 г. е омъжена за вуйчо си – испанския крал Фернандо VII. През 1817 г. Мария-Изабел ражда дъщеря – инфанта Мария-Луиза Исабела, която умира на следващата година.
Мария-Изабел умира при изключително трагични обстоятелства – по време на втората ѝ изключително трудна бременност бременната кралица била помислена за мъртва, но след като лекарите я разрязали, за да извадят мъртвия фетус, Мария-Изабел избухнала в ужасяващи писъци от болка, след което колабирала от загуба на кръв. Така кралицата умира на 26 декември 1818 в кралския дворец Аранхуес и е погребана в Ескориал.
Личната ѝ колекция от предмети на изкуството, която е изложена за посетители през 1819 г., поставя началото на кралския музей Прадо.